# Sousa (Felgueiras)
Pour les articles homonymes, voir Sousa.
Sousa est une freguesia (« paroisse civile ») du Portugal, rattachée au concelho (« municipalité ») de Felgueiras et située dans le district de Porto et la région Nord.

## Organes de la paroisse
- L'assemblée de paroisse est présidée par Artur Ferreira (groupe" PS").
- Le conseil de paroisse est présidé par António Joaquim Gonçalves da Costa (groupe "PS").